# 尼克劳斯·里根巴赫

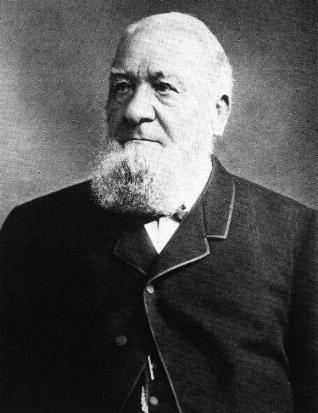
尼克劳斯·里根巴赫

尼克劳斯·里根巴赫（德語：Niklaus Riggenbach，1817年5月21日—1899年7月25日）生于法国阿尔萨斯盖布维莱尔，逝于奥尔滕，是瑞士机车工程师，里根巴赫齿轮轨道系统的发明者。他的齿轨铁路最早应用于里吉山，是欧洲最早的登山铁路。